# Georgeta Gabor
Georgeta Gabor (n. 10 ianuarie 1962, Onești, Bacău, România) este o gimnastă română, laureată cu argint olimpic la Montreal 1976.

## Distincții
- Ordinul „Meritul Sportiv” clasa a II-a (18 august 1976) „pentru rezultatele deosebite obținute la Jocurile olimpice de vară de la Montreal – 1976, precum și pentru contribuția adusă la dezvoltarea activității sportive și la creșterea prestigiului sportului românesc pe plan internațional”[2]